# Pontifex maximus
Az ókori Rómában a pontifex maximus a legfelsőbb pap, a római vallás legmagasztosabb beosztása. Ez a beosztás kizárólag patriciusok számára volt elérhető egészen i. e. 254-ig, amikor is az első plebeius elfoglalta ezt a beosztást.  Ez a határozottan vallási hivatal a Római Köztársaság során folyamatosan politikai befolyás alá került. Caius Iulius Caesar óriási vesztegetések árán már fiatalon megszerezte ezt a pozíciót, és főpapként be is költözött a pontifex maximus palotájába, a Regiába. Halála után M. Aemilius Lepidus, a triumvir lett a főpap.
Augustus idején ő maga lett a főpap, és ezután a tisztség viselője a mindenkori császár lett. 382-ig keresztény császárok is fölvették a címet.
A katolicizmusban Nagy Szent Gergely nevéhez fűződik a pontifex maximus pápai cím felvétele, és azóta az a római katolikus pápa latin megnevezéseként használatos. Viszont a kapcsolat e két titulus között ennél korábbról eredeztethető, hiszen – és először – már I. Damáz pápát megválasztották római püspökként „pontifex maximusnak”.
A pontifex szó szerint hídépítőt (pons + facere) jelent; a Maximus pedig hatalmas, legnagyobb. Valószínűleg ezt szó szerint értették, mivel a hídépítés valóban nagyon fontos feladat volt Rómában, ahol a szent folyó, a Tiberis felett nagy hidakat emeltek, és csak vallási vezetők voltak hivatottak megzavarni a szent Tiberis folyását. Emellett szimbolikus jelentése is van, a pontifexek egyengetik a hidat az ember és az istenek, a katolikus egyházban Isten között.

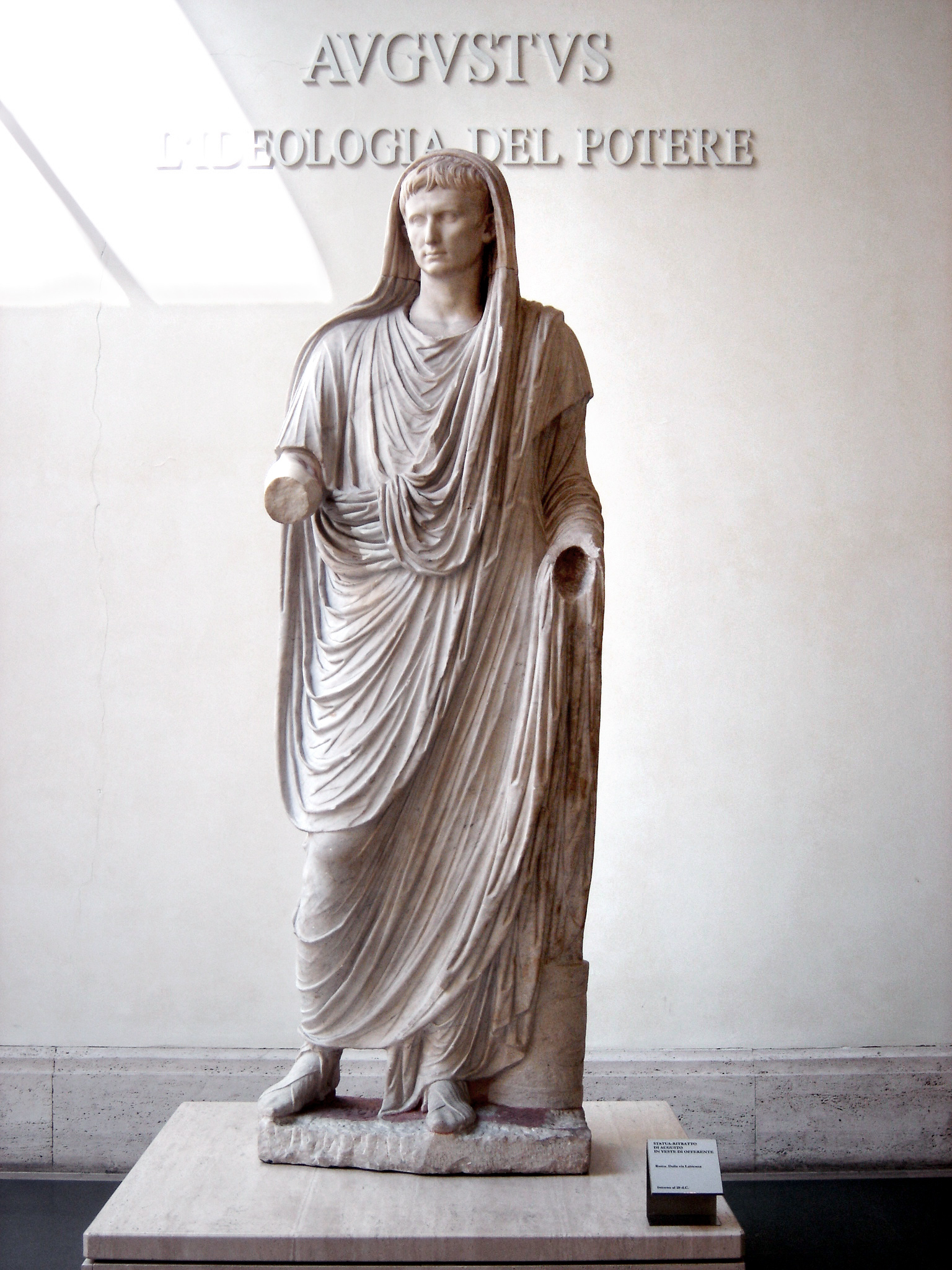
Augustus császár a pontifex maximusok köntösében